# جوسیمار (بازیکن فوتبال)
جوسیمار (به پرتغالی: Jucemar Décio Ribeiro da Silva) هافبک اهل برزیل است که در شهر برزیل و در تاریخ ۱۰ اوت ۱۹۸۶ به دنیا آمده‌است.
جوسیمار در تیم‌های فوتبال Grêmio Esportivo Sapucaiense سابقهٔ حضور دارد.